# Miloslav Vlk
Miloslav Vlk (Lišnice, 1932. május 17. – Prága, 2017. március 18.) cseh katolikus püspök, a Prágai főegyházmegye érseke (1991–2010), bíboros.

## Élete
1932. május 17-én a Píseki járásban található Sepekov településhez tartozó Lišnicén született. Gimnáziumi tanulmányait 1952 júniusában fejezte be České Budějovicében. Teológiai tanulmányokat kezdeni ezekben az években lehetetlen volt, így a Motor Union autógyárban helyezkedett el, ahonnan 1953-ban sorkatonai szolgálatra vonult be Karlovy Varyba, ami 1955-ig tartott. 1960-ban a prágai Károly Egyetem Művészeti Karán levéltári diplomát szerzett. 1960 és 1964 között Dél-Csehország különböző levéltáraiban dolgozott Třeboňban, Jindřichův Hradecben illetve a České Budějovice-i Polgári és Kerületi Levéltárban, ahol igazgatóként tevékenykedett.
1964 és 1968 között a Károly Egyetem litoměřicei Cirill és Metód Teológiai Tanszékén folytatott tanulmányokat. 36 évesen 1968. június 23-án a Prágai tavasz idején szentelték pappá. 1968 és 1971 között Josef Hlouch püspök titkáta volt České Budějovicén. 1971-ben az államhatalom arra kényszerítette, hogy České Budějovicét elhagyja. 1971 és 1978 között a Prachaticei és a Příbrami járás járás kis településein végzett lelkipásztori tevékenységet. 1978-ban az állami hatóságok, a helyi kommunista erőkkel együttműködve visszavonták engedélyét a papi hivatás gyakorlására. 1978 és 1986 között Prágában ablakmosóként dolgozott. 1986-tól a csehszlovák állami banknál (Státní banka československá) levéltárosként tevékenykedett. Közben titokban végezte papi hivatását.
1989. január 1-jén visszakapta engedélyét és ismét papként szolgálhatott. Először Klatovyi járás, majd a Šumava településein. A Bársonyos forradalmat követően, 1990. február 14-én II. János Pál pápa a České Budějovice-i egyházmegye püspökének nevezte ki. 1991. március 27-én II. János Pál pápa František Tomášek utódjaként prágai érseknek nevezte ki. Bíborosi címtemploma a római Santa Croce in Gerusalemme bazilika volt. Hivatalát június 1-jén foglalta el. 1992-ben a Cseh Püspöki Konferencia elnökévé választották. Ezt a tisztséget 2001-ig tartotta meg. XVI. Benedek pápa 2010. február 13-án fogadta el lemondását a prágai érsekségről.
Vlk hosszú betegség után 2017. március 18-án hunyt el Prágában.